# Calé Alencar
Cantor, compositor e produtor musical, Calé Alencar participou, em 1979, do evento multicultural Massafeira Livre. Em 1980, teve suas primeiras composições gravadas pela cantora cearense Téti.
Nascido em Fortaleza, passou a infância em Juazeiro do Norte, destacando-se no cenário musical com um trabalho vigoroso e de forte interação com o público, mesclando elementos da cultura urbana com referências da cultura tradicional popular. Ainda em 1980, participou do álbum duplo coletivo Massafeira, tendo lançado os discos Um Pé Em Cada Porto, em 1990, e Estação do Trem Imaginário, em 1992, nos quais apresenta a versatilidade de sua criação musical e a riqueza de arranjos bem elaborados, contando com participações de grandes nomes da música brasileira como Paulo Moura, Tetê Espíndolla e Geraldo Azevedo.
Realizou espetáculos musicais em várias cidades brasileiras, a exemplo de Brasília, Rio, São Paulo, Florianópolis, Blumenau, Camboriú, Porto Alegre, São Luiz, Teresina, Natal, João Pessoa, Campina Grande e Recife, divulgando seu trabalho musical em países da Europa como França e Bélgica, onde participou de festivais de verão e mostras de cultura popular.
Como produtor musical, destacam-se seus trabalhos para a Coleção Memória do Povo Cearense, da qual constam os discos Banda Cabaçal dos Irmãos Aniceto, Cego Oliveira, Patativa do Assaré, Penitentes de Barbalha e Maracatus & Batuques. Em 2002, integrou a comissão de seleção do programa Petrobrás Música. No ano seguinte, entre outros trabalhos, produziu a Caixa Patativa, apresentando parte significativa da obra do poeta cearense Patativa do Assaré.
Em 2004, recebeu o prêmio de melhor produtor da música cearense, em votação aberta ao público, conquistando mais quatro prêmios pela produção do disco Caixa Patativa. Em março de 2005 participou da programação do Ano do Brasil na França, apresentando-se ao lado da Banda Cabaçal dos Irmãos Aniceto na Cité de La Musique, em Paris.
Idealizador do Maracatu Nação Fortaleza, Calé Alencar é também autor de loas apresentadas no desfile carnavalesco da capital cearense pelos maracatus Az de Ouro, Nação Baobab e Vozes da África, além de sambas compostos para os blocos Fuxico do Mexe-Mexe e Prova de Fogo. Em 2005 lançou o disco Loas de Maracatu Cantigas de Liberdade, comemorando dez anos de atividades no carnaval de rua.
Em 2007, premiado pelo Programa de Difusão Cultural do Ministério da Cultura, participou do III Congresso Internacional de Culturas Afro-Americanas, tendo lançado o CD Loas de Maracatu Cantigas de Liberdade na Escola Nacional de Música de Buenos Aires. Convidado pelo Banco do Nordeste do Brasil, Calé Alencar participou, de 2006 a 2010, da Comissão de Avaliação do Programa BNB de Cultura e também integrou a equipe de avaliadores do Selo UNICEF 2008.
Em 2009 levou o Maracatu Nação Fortaleza ao vice-campeonato na categoria maracatus com o tema e a loa Saudação ao Afoxé Filhos de Gandhy. Nas comemorações de seus quinze anos de participação no carnaval de rua da capital cearense, Calé Alencar lançou o CD 15 Anos 15 Loas +1 Hino.
Em 2010, com o tema e a loa Bárbara Luz da Liberdade, foi novamente vice-campeão da categoria maracatus no desfile carnavalesco em Fortaleza. Atuando como produtor, diretor musical e criador de loas, Calé Alencar lançou, juntamente com o Maracatu Nação Fortaleza, o CD É de Bambaliê, primeiro registro de loas do grupo, cujo título é uma homenagem ao Mestre Raimundo Alves Feitosa.
Como resultado de sua pesquisa sobre a música popular brasileira, em especial sobre o baião e o compositor cearense Humberto Teixeira, Calé Alencar participou do filme O Homem que Engarrafava Nuvens, documentário produzido por Denise Dumont, filha de Humberto Teixeira, dirigido pelo premiado Lírio Ferreira.
Em 2011, Calé Alencar lançou o disco, Costumes & Diversões, contemplado no VII Edital de Incentivo às Artes da Secretaria da Cultura do Estado do Ceará. No ano de 2012, apresentou o tema Luiz Gonzaga, Rei do Baião e do Maracatu, levando o Maracatu Nação Fortaleza mais uma vez ao vice-campeonato no desfile oficial do carnaval de rua da capital cearense, feito repetido nos anos de 2014 e 2015, com os temas Chico Batista, Mestre Calungueiro e Zé Pio, Mestre do Boi Ceará.
Em 2014, Calé Alencar participou da Maloca Dragão, evento comemorativo do aniversário do Centro Dragão do Mar de Arte & Cultura. Em 2015, no Dia Nacional da Consciência Negra, Calé Alencar lançou o CD Por Todos os Santos, incluindo a loa Salve a Guerreira Dandara, apresentada pelo Maracatu Nação Fortaleza no carnaval de rua de 2016.

## Discografia
Masssafeira Livre - 1980
Um Pé em Cada Porto - 1990
Estação do trem imaginário - 1992
Dragão vivo - 2000
Loas de Maracatu Cantigas de Liberdade - 2005
15 Anos, 15 Loas + 1 Hino - 2009
Costumes & Diversões - 2011